# IEEE 802.11
IEEE 802.11 bezeichnet die Normen des WLAN, der Marketingbegriff lautet Wi-Fi. Herausgeber der Norm ist das Institute of Electrical and Electronics Engineers (IEEE).
Die erste Version des Standards wurde 1997 verabschiedet. Sie spezifiziert den Mediumzugriff (MAC-Layer) und die physische Schicht (vgl. OSI-Modell) für lokale Funknetzwerke.
Für die physische Schicht sind im ursprünglichen Standard zwei Spreizspektrumverfahren (Übertragung per Radiowellen) und ein Verfahren zur Datenübertragung per Infrarotlicht spezifiziert, wobei eine Übertragungsrate von bis zu 2 Mbit/s (brutto) vorgesehen ist. Zur Datenübertragung per Radiowellen wird das lizenzfreie ISM-Band bei 2,4 GHz verwendet. Die Kommunikation zwischen zwei Teilnehmern kann direkt im so genannten Ad-hoc-Modus, im Infrastruktur-Modus mithilfe einer Basisstation (Access Point) oder als Meshnetzwerk erfolgen.
1999 folgten zwei Erweiterungen: 802.11a spezifiziert eine weitere Variante der physischen Schicht, die im 5-GHz-Band arbeitet und Übertragungsraten bis zu 54 Mbit/s ermöglicht. 802.11b ist ebenfalls eine alternative Spezifikation der physischen Schicht, die mit dem bisher genutzten 2,4-GHz-Band auskommt und Übertragungsraten bis zu 11 Mbit/s ermöglicht. Die 2003 verabschiedete 802.11g-Erweiterung, die ebenfalls im 2,4-GHz-Band arbeitet, erhöht die maximale Übertragungsrate auf 54 Mbit/s. Die Erweiterung 802.11n sieht bei geänderten Frequenzbändern und neuen Kanaleinteilungen eine Übertragungsrate von bis zu 600 Mbit/s vor.
Dadurch, dass das 2,4-GHz-Band in den meisten Ländern lizenzfrei genutzt werden darf, haben Produkte nach dem Standard 802.11b/g eine weite Verbreitung gefunden. Produkte, die standardkonform arbeiten und die Interoperabilität mit Produkten anderer Hersteller gewährleisten, können vom Interessensverband Wi-Fi-Alliance zertifiziert werden. Es werden auch weitere Frequenzbänder genutzt: Der 802.11ac Standard nutzt das 5-GHz-Band, mit 802.11ad wird das 60-GHz-Band erschlossen und 802.11ah ist für das 900 MHz-Band vorgesehen.

## Allgemein
802.11 ist eine Normenfamilie für Wireless Local Area Networks (WLAN). Die Definition der IEEE-802-Normen, die zunächst ganz allgemein den Netzwerkzugriff beschreiben, begann im Februar 1980. Die Nummer 802 wird manchmal mit dem Projektbeginn im Februar 1980 in Verbindung gebracht, es war aber einfach die nächste freie Kennnummer des IEEE.
Einige wichtige Normen der IEEE 802.11 Familie sind 802.11, b, g, n, ac, ax, ad.
Im Jahre 2018 führte die Wi-Fi-Alliance aus Marketinggründen zusätzlich die „Branchenbezeichnung[en] für Produkte und Netzwerke“ Wi-Fi 4, Wi-Fi 5 und Wi-Fi 6 für die IEEE-Standards 802.11n, ac und ax ein.

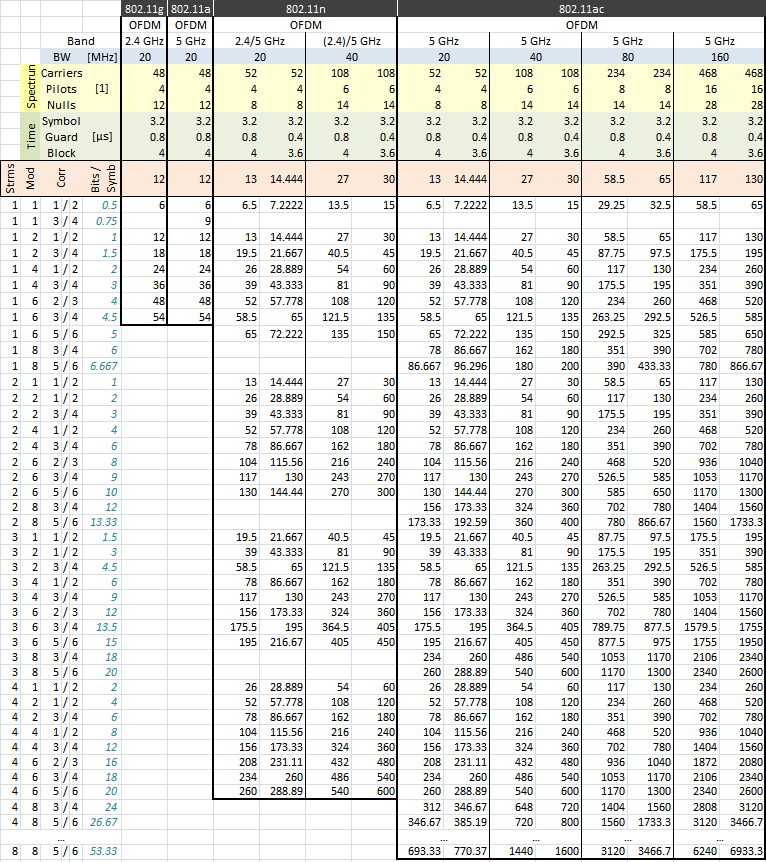
Modulationsparameter für die OFDM-basierten IEEE 802.11a/g/n/ac

## „Basis“-Standards in zeitlicher Reihenfolge
- 802.11-1997 ursprünglicher Standard, 1997 verabschiedet
  - Datenrate: 1 oder 2 Mbit/s brutto (für Nutzdaten und Protokoll-Overhead)
  - Frequenzband 2,400 – 2,485 GHz (lizenzfrei)
  - Modulationsverfahren: FHSS oder DSSS
  - Akzeptanz: veraltet, nicht mehr breit genutzt
- 802.11-1999 Part II
  - Datenrate: 1 oder 2 Mbit/s brutto
  - Frequenzband 2,400 – 2,485 GHz (lizenzfrei)
  - Modulationsverfahren: FHSS oder DSSS
  - Akzeptanz: veraltet, nicht mehr breit genutzt
- 802.11a Erweiterung der physischen Schicht, 1999
  - Datenrate: 6, 9, 12, 18, 24, 36, 48 oder 54 Mbit/s brutto, bis 24 Mbit/s netto
  - Frequenzband 5 GHz (seit 2002 in der EU freigegeben, genaueres siehe 802.11h)
  - Modulationsverfahren: OFDM
- 802.11b Erweiterung der physischen Schicht, 1999
  - Datenrate: 5,5 oder 11 Mbit/s brutto (maximal 50 % netto)
  - Frequenzband 2,400–2,4835 GHz (lizenzfrei)
  - Modulationsverfahren: DSSS mit CCK (Complementary Code Keying)
  - Akzeptanz: veraltet, nicht mehr breit genutzt
- 802.11g Erweiterung der physischen Schicht, 2003
  - Datenrate: 6, 12, 18, 24, 36, 48 oder 54 Mbit/s brutto, bis 24 Mbit/s netto
  - Frequenzband: 2,400–2,4835 GHz (lizenzfrei)
  - Modulationsverfahren: OFDM (Orthogonal Frequency Division Multiplexing)
  - Unterstützt 802.11 und 802.11b als Fall-Back
  - Akzeptanz: große Verbreitung, wird aber zunehmend durch 802.11n verdrängt.
- 802.11-2007 Zusammenfassung der Standards vom 8. März 2007
  - Zusammenfassung der Version von 1999 mit den 8 Erweiterungen (802.11a, b, d, e, g, h, i, j) zu einem einzigen Standard.
- 802.11n Ratifizierung am 11. September 2009 geschehen[5]
  - Datenrate: 6,5–72,2 Mbit/s (20 MHz Kanalbreite), 13,5–150 Mbit/s (40 MHz Kanalbreite), mit 4x4-MIMO theoretisch bis 600 Mbit/s
  - Frequenzband: 2,400–2,4835 GHz (20 MHz Kanalbreite), 5 GHz (bis 40 MHz Kanalbreite) als zusätzliches Band
  - Akzeptanz: Neugeräte verfügen überwiegend über 802.11n, wodurch ältere Standards abgelöst werden.
- 802.11-2012 Zusammenfassung der Standards vom 29. März 2012
  - Zusammenfassung der 10 Erweiterungen (802.11k, r, y, n, w, p, z, v, u, s) mit dem Basis-Standard 802.11-2007 zu einem einzigen Standard.
  - Die ursprünglichen Erweiterungen des PHY (Physical Layer) finden sich in einzelnen Kapiteln (Clauses) wieder.
- 802.11ac Erweiterung zu 802.11n, am 18. Dezember 2013 veröffentlicht[6]
  - Datenrate: 6,5–96,3 Mbit/s (20-MHz-Kanalbreite), 13,5–200 Mbit/s (40-MHz-Kanalbreite), 29,2–433 Mbit/s (80-MHz-Kanalbreite), 58,5 bis 867 Mbit/s (zweimal 80-MHz- oder 160-MHz-Kanalbreite). Häufig sind Geräte mit 3x3 MIMO, 80 MHz Kanalbreite und theoretischen 1299 Mbit/s anzutreffen. Rein rechnerisch sind mit 8x8-MIMO bis zu 6936 Mbit/s möglich.
  - Frequenzband: nur 5 GHz
  - Erste Router (z. B. AVM FRITZ!Box 7490), Laptops (z. B. MacBook Air 2013) und erste Smartphones (z. B. HTC One, LG Nexus 5 und Samsung Galaxy S IV) kamen Ende 2013 auf den Markt.
- 802.11ax
  - Integriert wieder beide Frequenzbänder in einem Standard.
  - Nachfolger von 802.11ac im 5-GHz-Band und bei gleichen Randbedingungen theoretisch 37 Prozent mehr Bandbreite,[7] in der Praxis fast kein Unterschied.[8]
  - Löst 802.11n im 2,4-GHz-Band ab, liefert hier deutlich mehr Bandbreite.
  - Modulationsverfahren: OFDMA
- 802.11ad Große Bandbreite (z. B. für unkomprimiertes Video) im 60-GHz-Band
  - Frequenzband: 4 Kanäle im 60-GHz-Band (57,24-59,40; 59,40-61,56; 61,56-63,72 und 63,72-65,88 GHz)
  - OFDM- (robuster) und QAM-Modus (einfacher)
  - Datenrate: OFDM-Modus: 1540, 2310, 2695, 3080, 4620, 5390 und 6930 Mbit/s
  - Datenrate: QAM-Modus: 26, 361 bis 5280 Mbit/s
  - max. 10 m Reichweite
- 802.11ah (Wi-Fi HaLow) für IoT. Im Januar 2016 veröffentlicht,[9] aber die Entwicklung kam lange nicht voran,[10] 2020 soll es erste Chips geben.[veraltet]
  - Frequenzband: 750 bis 930 MHz regionenabhängig – daher inkompatibel zu allen anderen WLANs.
  - USA: sechsundzwanzig 1-MHz-Kanäle, dreizehn 2-MHz-Kanäle, (sechs 4-MHz-Kanäle, drei 8-MHz-Kanäle)
  - EU: fünf 1-MHz-Kanäle, zwei 2-MHz-Kanäle, (ein 4-MHz-Kanal)
  - OFDM aus insgesamt 64 Unterträgern mit einem Abstand von 31,25 kHz
  - BPSK, QPSK und 16- bis 256-QAM
  - MU-MIMO und single user beamforming
- 802.11-2016 Zusammenfassung der Standards vom 31. Dezember 2017
  - Zusammenfassung der 5 Erweiterungen (802.11ae, aa, ad, ac, af) mit dem Basis-Standard 802.11-2012.
- 802.11be Geräte mit Wi-Fi 7 Standard werden seit Januar 2024 zertifiziert.[11]
  - Datenrate: Die oft behaupteten 46,1 Gbit/s[12] bei MiMo mit Multi-Link-Operation-Technik (MLO) sind nicht einmal theoretisch erreichbar.[13] Theoretisch sollen hingegen aktuell bis zu 33 GBit/s erreichbar sein.[14]
- 802.11bf
  - Der Standard soll nicht nur Kommunikation ermöglichen, sondern auch Wi-Fi Sensing unterstützen und Bewegungsdaten messen und auswerten können.[15]
  - Kritisiert wird, dass viele der vorgeschlagenen Verbesserungen von 802.11bf erst in Wi-Fi 8 einfließen. Dafür setzen sich Intel, Broadcom, Qualcomm und Huawei ein, die als Teil der DensiFi-Gruppe schon zuvor kartellrechtlich auffällig waren.[13]
- 802.11ay
  - Nachfolger von 802.11ad[16]

## Erweiterungen
- 802.11p Erweiterung zu 802.11a für den Einsatz in Fahrzeug-zu-Fahrzeug-Netzen, 2010, auch unter DSRC bekannt
  - Datenrate: 27 Mbit/s brutto
  - Frequenzband: geplant 5,850–5,925 GHz (in den USA bereits für Einsatz im Verkehrsbereich reserviert)
  - Akzeptanz: favorisierte Technologie des Car to Car-Communication Consortium (C2C-CC), wesentliche Grundlage von ISO TC204 WG16 CALM-M5.

| Bezeich- nung | Erweiterung von | Verab- schiedung | Beschreibung |
| ------------- | --------------- | ---------------- | --- |
| 802.11c       | 802.1D          | 2001             | Wireless Bridging: Verbinder zwischen unterschiedlichen Funknetzwerken (Ende 2021 802.1d zurückgezogen durch die IEEE 802.1 Arbeitsgruppe, ist in IEEE 802.1Q enthalten) |
| 802.11d       | a, b, g, h      | 2001             | World Mode: Anpassung an die regulatorischen Bestimmungen verschiedener Länder                                                                                           |
| 802.11e       | a, g, h         | 2004             | Dienstegüte und Streaming: Unterstützung von Quality of Service |
| 802.11f       | a, g, h         | 2003             | Handover: Interoperabilität zwischen Basisstationen |
| 802.11h       | a               | 2006             | DFS (Dynamic Frequency Selection, Dynamisches Frequenzwahlverfahren) und TPC (Transmitter Power Control, Übertragungssendeleistungs-Steuerung)                           |
| 802.11i       | a, b, g, h      | 2004             | Sicherheit WPA2: Erweiterungen bezüglich Sicherheit und Authentifizierung                                                                                                |
| 802.11j       | a, h            | 2004             | 4,9–5-GHz-Betrieb in Japan |
| 802.11k       | a, g, h         | 2007             | Bessere Möglichkeiten für Funkparameter (z. B. Signalstärke) |
| 802.11m       | a, b, g, h      | 2006             | Maintenance: Ergänzungen und Fehlerauslese |
| 802.11p       | a               | 2010             | Kommunikation von Fahrzeug zu Fahrzeug |
| 802.11r       | a, g, h         | 2008             | Fast Handover: Erweiterung für VoIP |
| 802.11s       | a, g            |                  | Vermaschte Netze: Für MAC-Ebene |
| 802.11t       | a, b, g         |                  | Messverfahren: Leitungsparameter |
| 802.11u       | a, b, g         | 2011             | Internetworking: Bindung zu Nicht-802-Netzwerken |
| 802.11v       | a, b, g         | 2011             | Netzwerkmanagement |
| 802.11w       | a, b, g         |                  | Sicherheitserweiterung für Management Frames |
| 802.11y       |                 | 2008             | 3,6-GHz-Anpassung für die USA |

Die vorstehende Tabelle ist dem Buch Daten- und Sprachübertragung in Wireless Local/Personal Area Networks entnommen.
Neben diesen gibt es proprietäre Erweiterungen, die andere Übertragungsraten erlauben, aber keine offiziellen IEEE-Standards sind:
- PBCC mit bis zu 22 Mbit/s im 2,4-GHz-Band,
- 802.11b+ mit bis zu 44 Mbit/s durch Kanalbündelung,
- 802.11g++ je nach Hersteller mit bis zu 108 Mbit/s, beziehungsweise 125 Mbit/s.

## Maximal zulässige Sende- beziehungsweise Strahlungsleistungen
(äquivalente isotrope Strahlungsleistung (EIRP) – Antennengewinne sind also zu berücksichtigen):
- 2,4 GHz: 100 mW – in Deutschland und in der Schweiz[19], andere Länder haben hier andere Regelungen. So sind (z. B. in den USA) auch Karten mit 300 mW und mehr legal.
- 5 GHz: Zwischen 25 mW und 4000 mW – je nach Frequenzband. In Europa ist TPC/DFS nach 802.11h für den Betrieb von WLANs nach 802.11a vorgeschrieben. Ohne DFS und TPC sind nur 200 mW und eingeschränktes Frequenzband für 802.11a in Deutschland zugelassen. Schweiz: 5,15–5,25 GHz und 5,25–5,35 GHz: 200 mW; 5,47–5,725 GHz: 1000 mW (entsprechend EN 301 893).[19]

## Kompatibilitäten
- 802.11b und 802.11g sind zueinander kompatibel. Die 802.11g-Geräte arbeiten dann in einem Kompatibilitätsmodus, der es 802.11b-Geräten ermöglicht, einen durch ein 802.11g-Gerät belegten Kanal zu erkennen. Die effektive Geschwindigkeit wird dadurch reduziert.

## Medienzugriff
Um einen gemeinsamen Zugriff von mehreren Geräten auf das Medium zu ermöglichen, wird innerhalb des 802.11-Standards verpflichtend der CSMA/CA-Mechanismus benutzt. Optional sind CSMA/CA RTS/CTS und CSMA/CA PCF.
Da bei Funkkommunikation eine höhere Fehlerrate auftritt, existiert bei 802.11 ein eigener Mechanismus zu Übertragungswiederholung. Bei einer korrekten Übertragung bestätigt der Empfänger die Datenübertragung, bei einer fehlerhaften Übertragung müssen die Daten erneut gesendet werden.
Die einzelnen Netze werden über ihre Netzwerknamen (Extended Service Set Identifier (ESSID), siehe Service Set Identifier) identifiziert.

## Vor- und Nachteile der Bänder
863 - 868-MHz-Band:
- Vorteile:
  - durchdringen von Objekten vereinfacht
  - hohen Reichweite (bis 1KM)

- Nachteile:
  - Geringe Bandbreite von 8,67 Mbit bis 17,34 Mbit Je nach Spatial Stream Konstellation
  - 802.11ah weltweit unterschiedlich reguliert[21]
  - Sonderstellung, da aktuell nur in Sender-Empfänger-Konstellation aktuell käuflich erwerbbar  und anwendbar (AP-STA)

2,4-GHz-Band:
- Vorteile:
  - überwindet abschirmende Materialien verlustärmer
  - gebührenfreies freigegebenes ISM-Frequenzband
  - keine aufwändigen Spektrum-Management-Funktionen wie TPC oder DFS nötig, um volle Sendeleistung von 100 mW ausschöpfen zu können
  - große Verbreitung und daher geringe Gerätekosten
- Nachteile:
  - Frequenzband muss mit anderen Geräten beziehungsweise Funktechniken geteilt werden (Bluetooth, Mikrowellenherde, Babyphones, Schnurlostelefone, und so weiter), dadurch Störungen und Interferenzen
  - störungsfreier Betrieb von nur einer bestimmten Anzahl an Netzwerken am selben Ort möglich, da effektiv nur drei oder vier brauchbare (kaum überlappende) Kanäle zur Verfügung stehen (Deutschland: Kanäle 1, 5, 9 und 13; Schweiz gemäß Empfehlung BAKOM 1, 7, 13;[19] USA 1, 6 und 11)

5-GHz-Band:
- Vorteile:
  - deutlich höhere Übertragungsrate möglich
  - weniger genutztes Frequenzband, dadurch häufig störungsärmerer Betrieb möglich
  - höhere Reichweite, da mit 802.11h bis zu 1000 mW Sendeleistung möglich – das überkompensiert die größere Dämpfung der höheren Frequenzen
  - Deutschland: 19 (bei BNetzA-Zulassung) nicht überlappende Kanäle
- Nachteile:
  - stärkere Regulierungen in Europa: auf den meisten Kanälen DFS nötig; auf einigen Kanälen kein Betrieb im Freien erlaubt; falls kein TPC benutzt wird, muss die Sendeleistung reduziert werden
  - Ad-hoc-Modus wird von den meisten Geräten nicht unterstützt
  - Signal wird von Wänden schnell abgeschirmt

6-GHz-Band
- Vorteile:
  - deutlich höhere Übertragungsrate möglich, besonders mit 320 MHz Kanalbandbreite
  - aufgrund der geringeren Reichweite und bisher geringen Adaption häufig störungsärmerer Betrieb möglich
  - kein DFS notwendig
- Nachteile:
  - geringe Reichweite
  - Signal wird von Wänden schnell abgeschirmt
  - nur zwei mögliche Kanäle mit der maximalen Bandbreite von 320 MHz im Spektrum möglich

## Bestandteile/Erweiterungen
- TPC (Transmit Power Control) reduziert ähnlich wie bei Mobiltelefonen die Sendeleistung abhängig von der Notwendigkeit (guter Kontakt zwischen den Geräten = geringere Sendeleistung).
- DFS (Dynamic Frequency Selection): Es wird selbstständig eine freie Frequenz gewählt, z. B. um das Stören von Radaranlagen zu vermeiden.

## Datenübertragungsraten
Eine Tabelle zu theoretisch und praktisch möglichen Datenübertragungsraten der verschiedenen Standards findet sich im Abschnitt Datenübertragungsraten des Artikels Wireless Local Area Network.

## Andere Standards im Nahbereich
Weitere Standards zur Datenübertragung per Funk im Nahbereich wie HomeRF oder das von der ETSI geförderte HIPERLAN haben keine praktische Bedeutung erlangt.